# Lyke-Wake Dirge
Lyke-Wake Dirge (ang. lyke „zwłoki”, archaizm z języka średnioangielskiego; wake „czuwanie”; dirge „pieśń żałobna”) – anonimowa pieśń żałobna z XIV wieku śpiewana do XVII wieku w trakcie tradycyjnego czuwania przy zwłokach przed pochówkiem w hrabstwie Yorkshire w północno-wschodniej Anglii. Zwracano uwagę, że mimo chrześcijańskiego charakteru występują w niej archaiczne motywy związane z mitologią germańską i mitologią nordycką.

## Historia i treść
Tekst pieśni został spisany w 1686 przez Johna Aubreya (1626–1697), lecz zawiera elementy wcześniejsze, pochodzące ze średniowiecza. Według Aubreya Lyke-Wake Dirge było śpiewane w Yorkshire do ok. 1616–1624 przez kobiety, które zbierały się przy zwłokach specjalnie w tym celu. Jest to modlitwa za zmarłego i opis wędrówki duszy do czyśćca przez Whinneymoor, pustkowie porośnięte kolcolistem, a następnie Most Trwogi (ang. Brig o’ Dread). Mogą przez niego przejść bez szwanku tylko ci, którzy dali buty ubogiemu lub napoili ubogiego. Refren brzmi: „Niech Chrystus przyjmie twoją duszę” (ang. and Christ recieve thy Sawle). W oryginalnym wierszu dominują trocheje i jamby.
Utwór występuje w kilku wersjach, m.in. w wersji z manuskryptu Johna Aubreya w dialekcie Yorkshire i wariantach opublikowanych przez Waltera Scotta w zbiorze The Minstrelsy of the Scottish Border (1802) oraz Roberta Gravesa w zbiorze The English Ballad (1927, wydanie poprawione English and Scottish Ballads, 1957). Oryginalna melodia nie jest znana.

## Odniesienia w kulturze

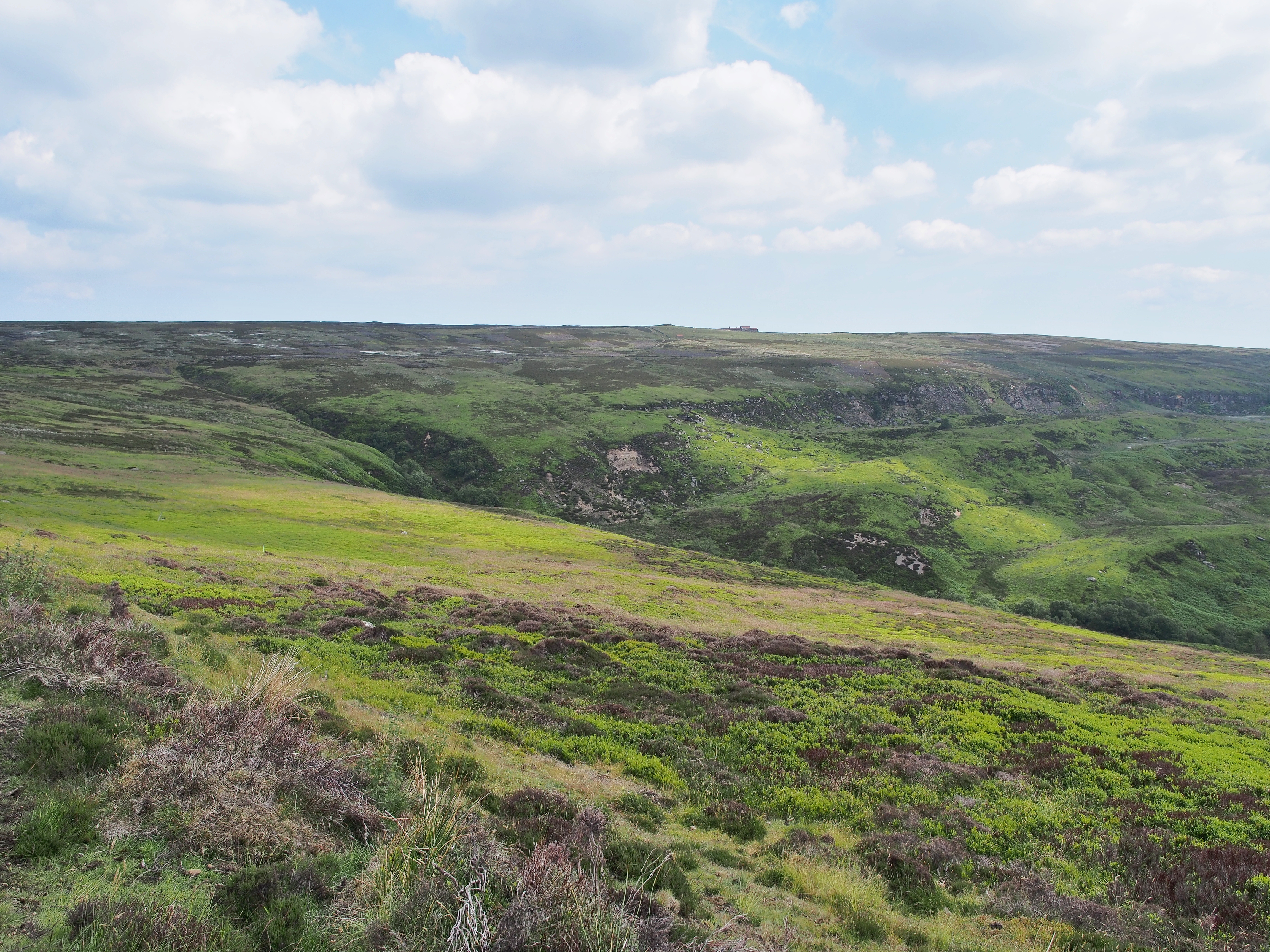
Jeden z widoków Lyke Wake Walk w Parku Narodowym North York Moors w Yorkshire w Anglii

Lyke-Wake Dirge wykorzystali m.in. Igor Strawinski w Kantacie (1951–1952) oraz duński kompozytor Vagn Holmboe w utworze A Lyke-Wake Dirge (op. 110a, 1972). W latach 60. XX wieku pieśń została spopularyzowana przez brytyjskie zespoły folkowe, początkowo The Young Tradition (1966), następnie The Pentangle (1969), ze współcześnie skomponowaną muzyką opartą na melodii pochodzącej za Szkocji. W 2014 powstał singiel w wykonaniu Matta Berningera i Andrew Birda, a w 2022 aranżacja Stef Conner wykonywana przez brytyjski chór The Marian Consort. Utwór bywa śpiewany z akompaniamentem lub a cappella. Pewne podobieństwo do Lyke-Wake Dirge wykazuje ballada angielskiego poety Algernona Charlesa Swinburne’a A Lyke-Wake Song, opublikowana w 1889.
W 1955 tytuł pieśni stał się źródłem nazwy tzw. Lyke Wake Walk, wyczerpującej, 64-kilometrowej trasy turystycznej przez pustkowia w Parku Narodowym North York Moors w North Yorkshire, której symbolem jest trumna i po której ukończeniu tradycyjnie otrzymuje się kondolencje.